# Рубин (хоккейный клуб)
«Рубин» — российский хоккейный клуб из Тюмени. Основан 9 декабря 1959 года. С 2010 года выступает в ВХЛ. Является обладателем Братины.

## История клуба

### Время «Водника» и «Рубина»
9 декабря 1959 года по инициативе заместителя директора Тюменского судостроительно-судоремонтного завода Константина Авербуха была основана спортшкола «Водник», при которой была создана одноимённая хоккейная команда. Команда базировалась на окраине Тюмени, в посёлке Мыс. Первым тренером «Водника» стал Владимир Петров. Под его руководством команда в 1960 году стала участвовать в чемпионате СССР. Сезоны 1963—1966 годов команда «Водник» провела в классе «Б» чемпионата СССР. В 1966 году «Водник» под руководством Евгения Субботина, пришедшего в команду из пензенского «Дизелиста», вышел в класс «А». В новом качестве команда играла в Кубке СССР и добрался до четвертьфинала, в котором уступил московскому "Динамо. В 1972 году команда переименована в «Рубин» и стала представлять Тюменский моторостроительный завод. От телеграфного позывного завода «Тюмень-Рубин», команда получила своё нынешнее название.
В сезоне 1978/1979 «Рубин» занимает второе место во второй лиге (Восточная зона) и получает право выступить в переходном турнире. По итогам турнира «Рубин» оформил переход в первую лигу первенства СССР.
В 1990 году «Рубин» вышел в финал Кубка РСФСР.
В элите российского хоккея «Рубин» провёл пять сезонов 1994/1995 — 1998/1999.
В сезоне 1995/1996 вышел в полуфинал плей-офф чемпионата России. В первом матче в Тюмени «Рубин» обыграл «Динамо» (Москва) 7:1. Два других матча состоялись в Москве и тюменцы проиграли 2:3 и 0:2.

### «Газовик» (1995—2009)
В 1995 году между тренером Александром Ковалевским и начальником Тюменского управления магистральных газопроводов Владимиром Крамским было достигнуто соглашение о шефстве над хоккейной командой мальчиков 1984 года рождения. Начинание нашло поддержку в головном предприятии ООО «Сургутгазпром», ставшем финансировать команду. После успешных выступлений молодых хоккеистов была организована и команда мастеров на базе Газовика-84, также финансировавшаяся ООО «Сургутгазпромом».
| Сезон | Страна         | Название                               | Место |
| ----- | -------------- | -------------------------------------- | ----- |
| 1996  | Флаг Германии  | Международный турнир                   | 1     |
| 1996  | Флаг Финляндии | Международный турнир                   | 1     |
| 1997  | Флаг Канады    | Международный турнир                   | 1     |
| 1997  | Флаг Чехии     | Международный турнир                   | 1     |
| 1998  | Флаг России    | Финал первенства страны                | 3     |
| 1999  | Флаг России    | Финал первенства страны                | 1     |
| 2000  | Флаг России    | Финал первенства страны среди регионов | 1     |
| 2001  | Флаг России    | Финал первенства страны среди регионов | 1     |
| 2001  | Флаг России    | 4 зимняя Спартакиада народов Сибири    | 2     |

В сезоне 2000/01 выступали три тюменских клуба — «Рубин» (высшая лига) и в зоне «Урал — Западная Сибирь» первой лиги «Газовик» и «Рубин-2». По итогам сезона ХК «Газовик» занял первое место и получил право выступать в чемпионате России среди команд высшей лиги.
В 2001 году по решению губернатора Тюменской области Сергея Собянина было произведено присоединение хоккейного клуба «Рубин» к клубу «Газовик» путём слияния.
В сезоне 2001/02 команда начала чемпионат с беспроигрышной серии длиной 22 матча, заняв по итогам регулярного чемпионата 2-е место. В серии плей-офф после домашней победы над ХК «Липецк» тюменцы проиграли четыре встречи, оставшись в итоге на предпоследнем, 7-м месте.
В следующем сезоне на первом этапе команда выступила заняла 3-е место, а в финальном турнире сыграла лучше, чем в предыдущем году, заняв 4-е место.
В регулярном сезоне 2003/04 тюменцы остановились на 7 месте, а в первом же раунде плей-офф уступили команде «Витязь».
В сезоне 2004/05 команда вновь потерпела поражение в первом раунде игр на вылет, и вновь от подмосковного «Витязя».
В сезоне 2005/06 заняв 9-е место, в плей-офф тюменцы проиграли «Дизелю».
В 2006/007, заняв 10-е место в регулярном чемпионате, в играх на вылет «Газовик» уступил «Торпедо».
В сезоне 2007/08, набрав в регулярном чемпионате 64 очка из 156 возможных, занял 11 место в зоне Восток и не прошёл во второй этап.
В сезоне 2008/09 «Газовик» занял 6 место из 10 возможных в зоне Восток. Во втором этапе впервые за последние несколько лет Газовик прошёл дальше первого раунда: В 1/16 финала «Газовик» с общим счётом серии 3:1 неожиданно обыграл «Казцинк-Торпедо», но в 1/8 финала с таким же счётом уступил «Автомобилисту».

### «Рубин» (с 2010)
В апреле 2010 года команде было возвращено историческое название — Рубин, определённое проведённым голосованием среди болельщиков клуба.
В сезоне 2010/2011 «Рубин» выиграл все трофеи ВХЛ. Вслед за победой в регулярном чемпионате тюменская команда выиграла главный трофей лиги Братину. Александр Судницин стал лучшим вратарём ВХЛ, Сергей Журиков стал лучшим защитником, Александр Журун стал лучшим снайпером регулярного первенства (29 шайб в 53 матчах).
В следующем сезоне «Рубин» выиграл Кубок Открытия.
Сезон 2011/2012 также стал для клуба успешным: победа в регулярном чемпионате и выход в финал плей-офф, где он в упорной борьбе со счётом 1:4 уступил нефтекамскому «Торосу». В июне 2012 года было объявлено, что в начале осени для Рубина начнёт строиться новая арена, которая позволит клубу в сезоне 2013—2014 играть в КХЛ.
В сезоне 2012—2013 года «Рубин» подписал контракт с силовым форвардом Дарси Веро, известным по выступления в КХЛ за ХК «Витязь», ЦСКА. 27 июля «Рубин» и «Адмирал» подписали договор о сотрудничестве, который предусматривает только точечный обмен игроками во время чемпионата. Взаимоотношений типа «главная команда — фарм-клуб» между «Рубином» и «Адмиралом» не будет.
В 2015 году в клубе сложилась тяжелая финансовая обстановка. 25 мая на официальном сайте ХК «Рубин», руководство клуба опубликовало обращение, в котором сказано, что в связи с нехваткой финансов клуб приостановит своё выступление в ВХЛ сезона 2015/2016. Болельщиками клуба было опубликовано письмо, адресованное в частности губернатору области В. Якушеву и президенту России В. Путину. В нём авторы письма просили адресантов спасти клуб от закрытия. В 2017 году был юридически объединен с ФК «Тюмень» и МФК «Тюмень» в структуру АНО «Футбол-хоккей».

## Достижения
- Кубок Союза (1) — 2022
- Кубок Братины (Петрова) (2) — 2011, 2022
- Золотой призёр Всероссийского соревнования по хоккею (3): 2013/2014, 2018/2019 и 2021/2022
- Серебряный призёр Всероссийского соревнования по хоккею (1): 2011/2012
- Бронзовый призёр Всероссийского соревнования по хоккею (2): 2016/2017, 2023/2024
- Серебряный призёр чемпионата РСФСР: 1968
- Победитель регулярного сезона (2) — 2011, 2012
- Победитель Восточной конференции (2) — 2011, 2012
- Кубок Открытия (ВХЛ) (1) — 2011
- Финалист Кубка Братины (3) — 2012, 2014, 2019
- Финалист Кубка РСФСР — 1990
- Победитель Русской классики ВХЛ (2) — 2018, 2024
- Кубок Уралвагонзавода (1) — 2017
- Турнир посвящённый 50-летию Челябинского хоккея (1): 1997
- Турнир посвящённый Дню работников нефтяной и газовой промышленности (5): 2001, 2003, 2006, 2008, 2010
- Турнир посвящённый Дню работников нефтяной и газовой промышленности (2): 2002, 2007
- Турнир посвящённый Дню работников нефтяной и газовой промышленности (1): 2004
- Кубок Уральского Федерального Округа (2): 2001, 2003
- Кубок Уральского Федерального Округа (1): 2002
- Кубок Уральского Федерального Округа (1): 2004
- Турнир на призы главы администрации города и района (1): 2005
- Турнир посвящённый 60-летию Победы в Великой Отечественной войне (1): 2005
- Кубок Динамо (1): 2005
- Кубок губернатора Курганской области (1): 2007
- Стальной кубок (1): 2010
- Стальной кубок (1): 2009
- Мемориал В. С. Тарасова (1): 2010
- Высшая Хоккейная Лига (1): 2010
- Высшая Хоккейная Лига (2): 2013
- Кубок Лады (1): 2011
- Турнир «Рубиновый Кубок» (3): 2013, 2014, 2015
- Рубиновый Кубок (2): 2011, 2016
- Континентальный кубок. Третий раунд (1): 2011
- Кубок Прикамья (1): 2013
- Кубок Прикамья (2): 2018, 2019
- Кубок Прикамья (1): 2012
- Турнир памяти Н. В. Парышева (1): 2015
- Турнир памяти Н. В. Парышева (2): 2016, 2017
- Турнир памяти Ю. И. Моисеева (1): 2017
- Турнир, посвящённый Дню образования Тюменской области (2): 2018, 2021
- Кубок Чемпионов ВХЛ «Almet Oilers Cup» (1): 2021

## Домашняя арена
Домашней ареной ХК «Рубин» является тюменский Дворец спорта, уровень которого не позволил клубу в 2010 году перейти в КХЛ.
В апреле 2011 года губернатор Тюменской области Владимир Якушев объявил о планах строительства нового многофункционального спортивно-культурного комплекса с большой ледовой ареной. Проект находится на этапе разработки проектно-сметной документации.
По предварительным данным новая арена Рубина будет иметь вместимость около 8 тысяч зрителей.
Осенью 2011 года после визита губернатора Тюменской области в Мангейм было решено построить к началу сезона 2014/2015 многофункциональную арену на 13600 зрителей по проекту арены в Мангейме. В 2015 году губернатор Владимир Якушев заявил, что «Тюмень-арена» пока построена не будет по финансовым соображениям.

## Главные тренеры
- Владимир Петров[15] (1959—1966)
- Евгений Субботин (1967—1976)
- Анатолий Муравьёв (1976)
- Владимир Шумков (1977—1981)
- Юрий Коновалов (1981—1983)
- Александр Кузьмин (1983—1999)
- Владимир Гольц (1999—2000)
- Александр Кузьмин (2000—2001)
- Владимир Щеглов (2001—2002)
- Николай Бабенко (21 марта 2002 — 2003)
- Владимир Сафонов (2003 — 23 февраля 2004)
- Юрий Коновалов (с 23 февраля 2004)
- Григорий Балашов (2004—2006)
- Анатолий Тимофеев (2006 — 10 января 2008)
- Сергей Войкин (10 января — 3 февраля 2008)
- Евгений Зиновьев (2008 — 2008/09)
- Александр Кузьмин (2008/09)
- Мисхат Фахрутдинов (2009—2015)
- Алексей Акифьев (2015—2016)
- Евгений Михалкевич (2016—2017)
- Владислав Хромых (2017)
- Андрей Кирдяшов (2017—2018)
- Михаил Звягин (2018—2021)
- Денис Ячменев (2021—2024)
- Дмитрий Андреев (с 2024)

## МХК «Тюменский легион»
У «Рубина» есть фарм-клуб, который в сезоне 2009/10 играл в 1 дивизионе и занял 2 место. Начиная с сезона 2010/11 «Тюменский легион» участвует в чемпионате МХЛ в дивизионе Урал-Сибирь.